# ハッチング -孵化-
『ハッチング -孵化-』（ハッチング ふか、原題：Pahanhautoja/Hatching）は、2022年のフィンランドのホラー映画。監督はハンナ・ベルイホルム、出演はシーリ・ソラリンナとソフィア・ヘイッキラなど。
第38回サンダンス映画祭プレミア上映作品。

## ストーリー
12歳の少女ティンヤは、優秀な体操の選手にしようとするスパルタ教育の母親から厳しい練習を課されている。この母親は、夫婦で二人の子供を育て「幸福」に暮らすステレオタイプな家族の様子を撮影して配信するインフルエンサーでもある。
ある日、母親がティンヤの弟マティアスを含めた一家の撮影をしていると、突然カラスが窓から侵入し、激しく暴れて居間の調度品を次々と壊してしまう。ティンヤはカラスを捕まえて外に放そうとするが、母親はカラスを取り上げて首を折り、庭のゴミ箱に捨てさせる。その夜、寝ていたティンヤはカラスの鳴き声で目覚め、森の中に入っていくと、先ほどのカラスが瀕死の状態で悶えているのを発見する。ティンヤはカラスを苦痛から解放するため、石で殴りつけて殺す。すると、近くにあった卵に気づき、罪悪感を感じたティンヤは自分の寝室に持ち帰り、枕の下で温める。しかし、みるみる卵は大きくなっていき、家族に見つかるのを恐れたティンヤは、ぬいぐるみの腹を裂いてその中に入れる。
学校が終わり家に帰ったティンヤは、母親が居間を修理しに来た男テロと親密な関係を結んでいる様子を目撃する。母親はテロを紹介し、その後ティンヤに彼と恋に落ちてしまったことを告白する。一方、体操の練習で苦戦するティンヤをよそに、隣人のリータは上達し、才能があることを見せつけられた母親は、ティンヤの手に肉刺ができ出血するまで厳しい練習をさせる。その夜、ティンヤは怪我をした手で卵を撫でる。
しばらくして卵は孵化し、大きく奇妙な骨格のヒナが現れる。その生き物は窓から逃げるが、翌日に割れたガラスが刺さった状態でティンヤの部屋に戻ってくる。ティンヤはガラス片を抜いて入浴させるが、トイレを使いたいマティアスを浴室に入れさせず彼を怒らせてしまう。ティンヤはその生き物をアリと名付け、ベッドの下で寝かせる。ティンヤが眠っていると隣人のリータが飼っているフレンチブルドッグの吠える声が不快になり、窓から飛び出して彼女の家に行く夢を見る。ティンヤが目を覚ますと、アリはフレンチブルドッグの死体を咥えていた。驚いたティンヤが嘔吐すると、アリは吐き戻しによる給餌行動だと捉え吐瀉物を食べる。ティンヤはアリをクローゼットに隠し、犬の死骸を花壇に埋める。その後、リータは行方不明になった犬を探すためのポスターをティンヤと一緒に貼ることになる。
母親はティンヤにヘアブラシをプレゼントするが、何ももらえなかったマティアスは怒り、密かに埋めるところを見ていた彼は犬の死骸を掘り起こし皆の前にさらす。そして、マティアスは仮面をつけてティンヤの部屋に忍び込み、ベッドの下を探る。すると、アリは恐怖に駆られ彼の仮面を裂いてしまう。ティンヤは居間で発作を起こし、彼女とアリが精神的にリンクしていることが分かる。異変に気づいた母親がティンヤの部屋を探ると、体操で着用するレオタードがズタズタに切り裂かれているのを発見する。母親はティンヤが体操の練習への不満から行ったものと誤解し、ティンヤを叱責する。その後、ティンヤは買ってきた鳥の餌を食べて吐き戻しアリに与えるが、アリの髪が人間らしく成長していることに気づく。
翌日、母親はティンヤが体操競技でリータに負けたことで苛立ちを募らせる。ティンヤを気の毒に思ったアリは、クローゼットから抜け出し帰宅途中のリータを襲撃する。ティンヤはアリが脱皮して落としていったくちばしを見つけ、アリの姿がティンヤに近づいていることに脅威を感じる。ティンヤは入院しているリータを見舞うが、傷だらけになった顔と切断された左手を見て恐怖に震える。ティンヤは家に帰ると、アリに体罰を加えようとするが、逆に自分を平手打ちしてアリに事の重大さを教える。すると、アリは泣いているティンヤを抱きしめて慰める。
母親は、競技を前にしたティンヤの緊張を和らげるため、不倫相手のテロの家に連れていく。テロには、亡くなった妻との間に生まれたヘルミという赤ん坊がいたが、彼はティンヤに優しく接する。しばらくして、部屋で吐き戻しをしているティンヤを目撃したテロが、彼女を止めるため部屋に入ろうとすると、怒ったアリはドアを強く閉め彼の手を扉に挟んで怪我を負わせる。それにもかかわらず、体操競技のストレスが原因だと誤解しているテロは、彼女を擁護する。
ティンヤは不安の中、競技を始めるものの、アリが斧でヘルミを殺そうとする光景がリンクし、それを妨害するため故意に転倒してアリの暴挙を食い止める。アリの攻撃を目撃したテロは、ティンヤたちが戻ると彼女の抱える深刻な問題を母親に伝え別れを告げる。車に乗り込んだ母親は、ティンヤのために破局したことに激怒し、車のハンドルに自分の頭を打ち付ける。帰宅後、母親はふさぎ込んだティンヤの様子をうかがうため彼女の部屋に入ると、クローゼットの陰にいるアリをティンヤだと思い込み、慰めようとブラシで髪を梳かす。すると、髪は剥がれ落ち、怒ったアリは母親を攻撃する。そこへティンヤが止めに入り、アリは逃げ出すが、耐えきれなくなったティンヤは一連の事件を引き起こしているのがアリであることを説明する。母親はアリを殺そうと包丁をもち、家の中を探し回る。ついに、母親はティンヤの部屋でアリを追い詰めるが、彼女をかばうため咄嗟に立ちはだかったティンヤの胸を刺してしまう。息絶えたティンヤの血を吸い取ったアリは、完全な人間の姿を手に入れる。

## キャスト
- ティンヤ: シーリ・ソラリンナ
- 母親: ソフィア・ヘイッキラ（フィンランド語版）
- 父親: ヤニ・ヴォラネン（フィンランド語版）
- テロ: レイノ・ノルディン（フィンランド語版）